# Municipio de Waterford (Illinois)
El municipio de Waterford (en inglés: Waterford Township) es un municipio ubicado en el condado de Fulton en el estado estadounidense de Illinois. En el año 2010 tenía una población de 187 habitantes y una densidad poblacional de 3,41 personas por km².

## Geografía
El municipio de Waterford se encuentra ubicado en las coordenadas 40°19′19″N 90°6′20″O / 40.32194, -90.10556. Según la Oficina del Censo de los Estados Unidos, el municipio tiene una superficie total de 54.84 km², de la cual 54,28 km² corresponden a tierra firme y (1,01 %) 0,55 km² es agua.

## Demografía
Según el censo de 2010, había 187 personas residiendo en el municipio de Waterford. La densidad de población era de 3,41 hab./km². De los 187 habitantes, el municipio de Waterford estaba compuesto por el 100 % blancos. Del total de la población el 1,07 % eran hispanos o latinos de cualquier raza.